# Balfouriyya
Balfouriyya (hebreiska: בלפוריה) är en ort i Israel.   Den ligger i distriktet Norra distriktet, i den norra delen av landet. Balfouriyya ligger 98 meter över havet och antalet invånare är 312.
Terrängen runt Balfouriyya är kuperad åt nordost, men åt sydväst är den platt.Runt Balfouriyya är det ganska tätbefolkat, med 80 invånare per kvadratkilometer. Närmaste större samhälle är ‘Afula, 2,5 km söder om Balfouriyya. Trakten runt Balfouriyya består till största delen av jordbruksmark.